# Ludvig Fries
Lars Ludvig Fries, född 15 januari 1815 i Ukna socken, Kalmar län, död 16 oktober 1903 i Stockholm, var en svensk ämbetsman.
Fries blev student vid Uppsala universitet 1833, avlade kansliexamen 1836 och hovrättsexamen 1838. Han blev kopist i Finansdepartementet 1848, protokollssekreterare 1855, expeditionssekreterare 186, tillförordnad byråchef 1874 och erhöll avsked 1878. Han var kamrerare och kassör i Överintendentsämbetet 1846–62, blev kammarskrivare i Jernkontoret 1849, bokhållare där 1850 samt var notarie och kanslist 1852–75. Han invaldes som ledamot av Musikaliska akademien 1868.